# 菊池末太郎

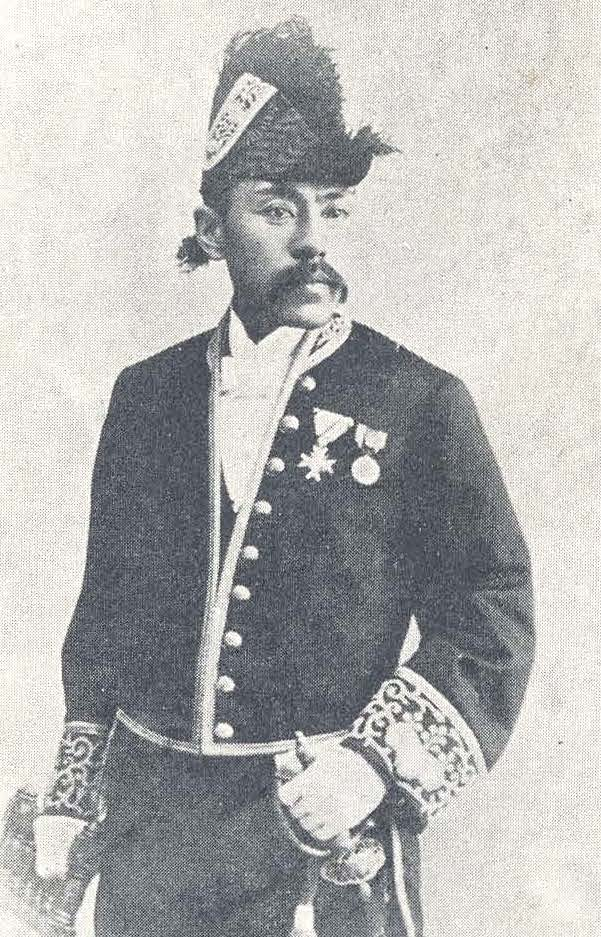
菊池末太郎

菊池 末太郎（？—？），為大日本帝国明治至大正時代之日本官員。
1897年8月27日，菊池末太郎接替土居通豫，於台湾總督府民政局擔任通信部長，但同年11月1日，通信部被廢除。
1901年11月11日，菊池末太郎接替村上義雄，於台湾總督府擔任台北廳長，管轄今臺北市、新北市、宜蘭縣及基隆市等地的行政事務。